# Siège de la NASA
Le siège de la NASA est un ensemble de bâtiments situés à Washington, la capitale des États-Unis, abritant depuis 1992 la direction de l'agence spatiale civile du pays, la National Aeronautics and Space Administration (NASA).
En juin 2020, l'administrateur de la NASA, Jim Bridenstine, honore la mémoire de Mary W. Jackson en baptisant de son nom les bâtiments de ce siège. Mary W. Jackson fut ingénieure et mathématicienne, et l'une des figures emblématiques d'un important groupe féminin qui permit le succès de l'envoi dans l'espace d'astronautes américains.

## Description

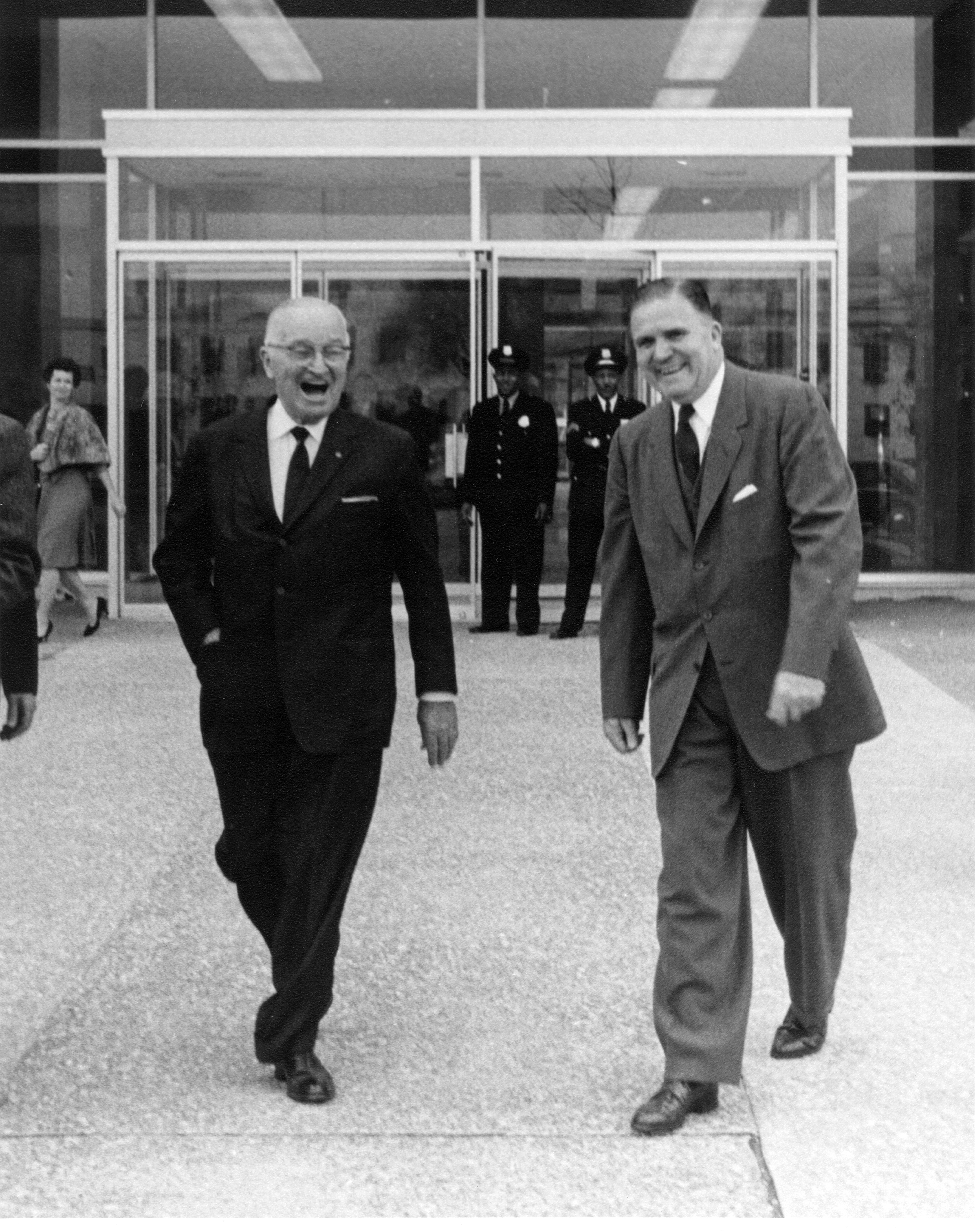
Harry Truman, ancien président des États-Unis, et James Webb, administrateur de la NASA, visitant le nouveau quartier général de la NASA, le 3 novembre 1961.

Le siège de la NASA se trouve dans un complexe de deux immeubles bas situés au 300 Hidden Figures Way (ex-E Street SW), dans le secteur Southwest de Washington. Cet établissement de la NASA abrite les bureaux de l'administrateur de la NASA ainsi que les services des directions qui coordonnent l'activité des dix centres de la NASA répartis dans le pays ainsi que de nombreuses installations secondaires :
- la direction de l'Aéronautique, consacrée au développement et à la qualification de nouvelles technologies dédiées à l'aviation ;
- la direction de l'Exploration et des Opérations, consacrée aux missions habitées : station spatiale internationale, etc. ;
- la direction des Sciences, consacrée aux missions d'exploration robotiques du système solaire et d'étude de la Terre ;
- la direction de la Technologie spatiale, dédiée au développement des technologies spatiales ;
- la direction de l'Appui aux missions, qui apporte son « support » aux différentes entités de l'agence spatiale.

Le siège abrite également un auditorium qui est utilisé pour les conférences et les événements organisés par l'agence, une bibliothèque, le département consacré à l'histoire de la NASA, les archives ainsi que les installations utilisées pour la production des émissions de la chaine de télévision interne NASA TV.